# Angela Sommer Bodenburg
Angela Sommer Bodenburg (Reinbek, 18 dicembre 1948) è una scrittrice tedesca.

## Biografia

### Gli studi e l'insegnamento
Ha studiato pedagogia, filosofia e sociologia all'Università di Amburgo. Ha insegnato in diverse scuole elementari di Amburgo dal 1972 al 1984 e nel corso di questi anni ha scritto il primo capitolo di Vampiretto come esperimento per vedere quale genere di letteratura destasse interesse tra i suoi alunni. 
Nel 1984 si ritirò dall'insegnamento per dedicarsi alla pittura e alla scrittura.

### Vampiretto
Il suo contributo più importante nel campo della narrativa per ragazzi è la saga di Vampiretto, che ha venduto oltre 20 milioni di copie ed è stato tradotto in oltre 30 lingue. La scrittrice afferma che il suo "vampiro non è un mostro assetato di sangue, ma un vampiro con timori e debolezze che forse possono aiutare i bambini a liberarsi dalle proprie paure".[fonte: Angela Sommer-Bodenburg Contemporary Authors Online, Gale, 2002].
Il romanzo, scritto nel 1979, è stato adattato per il teatro, radio, cinema e televisione. La versione cinematografica, uscita nel 2000, è stata diretta da Ulrich Edel.

### Scrittrice a tempo pieno
Ha scritto più di quaranta libri per bambini e adulti, dalla poesia ai romanzi.
Nel 1992 si è trasferita a Rancho Santa Fé, in California e dal 2004 vive a Silver City in Nuovo Messico.

## Opere
- 2008 - Der kleine Vampir und die letzte Verwandlung
- 2006 - Der kleine Vampir und die Gruselnacht
- 2002 - Der kleine Vampir hat Geburtstag
- 2001 - Der kleine Vampir und die Tanzstunde
- 1993 - Der kleine Vampir und Graf Dracula (Destinazione Conte Dracula)
- 1990 - Der kleine Vampir feiert Weihnachten (Conciati per le feste)
- 1990 - Der kleine Vampir und die Klassenfahrt (In gita scolastica)
- 1989 - Der kleine Vampir und die große Verschwörung (Congiura!)
- 1989 - Der kleine Vampir und der rätselhafte Sarg (Brutte sorprese)
- 1989 - Der kleine Vampir und der Lichtapparat (Vampiri al sole)
- 1989 - Der kleine Vampir in der Höhle des Löwen (Nella fossa dei leoni)
- 1989 - Der kleine Vampir und der unheimliche Patient (Il medico dei vampiri)
- 1988 - Der kleine Vampir liest vor (Vampiretto torna alla sua cripta)
- 1986 - Der kleine Vampir im Jammertal (Vampiretto nella Valle delle Lacrime)
- 1985 - Der kleine Vampir in Gefahr (Vampiretto in pericolo)
- 1985 - Der kleine Vampir und die große Liebe (Vampiretto innamorato)
- 1983 - Der kleine Vampir auf dem Bauernhof (Vampiretto in campagna)
- 1982 - Der kleine Vampir verreist (Vampiretto va in vacanza)
- 1980 - Der kleine Vampir zieht um (Vampiretto cambia casa)
- 1979 - Der kleine Vampir (Vampiretto)